# Grammitis medialis
Grammitis medialis là một loài dương xỉ trong họ Polypodiaceae. Loài này được Baker Ching mô tả khoa học đầu tiên năm 1940.